# Marisa Abela
Marisa Gabrielle Abela (Brighton, Anglaterra, 7 de desembre de 1996) és una actriu anglesa. És coneguda pels seus papers televisius a la sèrie de la BBC Two i HBO Industry i la sèrie de Sky One COBRA.

## Biografia
Abela va néixer a Brighton, filla de l'actriu Caroline Gruber i el director Angelo Abela i va créixer a Rottingdean amb el seu germà gran Jack. Va assistir a l'escola Roedean i va prendre classes de teatre. Inicialment tenia la intenció d'estudiar Història i Dret al University College de Londres i convertir-se en advocada de drets humans, però va canviar d'opinió i va decidir dedicar-se a la interpretació. Es va graduar a la Royal Academy of Dramatic Art (RADA) el 2019.
Abela va fer el seu debut televisiu el 2020 amb papers principals a la sèrie d'acció de Sky One COBRA com Ellie Sutherland i el drama de la BBC Two i HBO Industry com a Yasmin Kara-Hanani. Apareixerà a les properes pel·lícules She Is Love i Rogue Agent.
El juliol de 2022, Abela es va unir al repartiment de la pel·lícula Barbie de Greta Gerwig. Més tard aquell mes, es va revelar que Abela estava en converses inicials per interpretar a Amy Winehouse a Back to Black de Sam Taylor-Johnson, un biopic sobre la cantant.